# 阿夫德拉河
13°05′N 40°51′E / 13.083°N 40.850°E

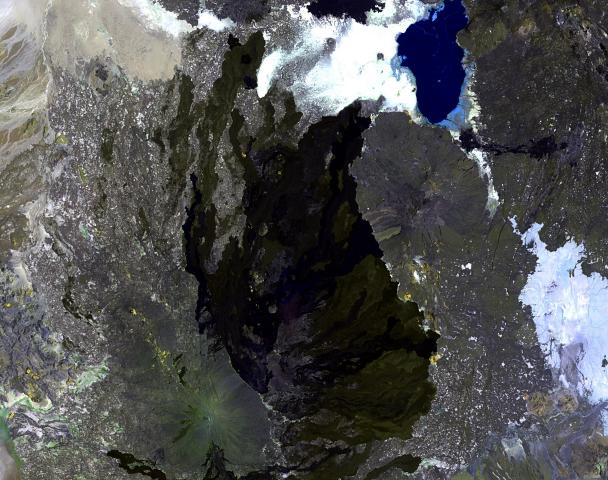

阿夫德拉河是埃塞俄比亞的火山，位於該國東北部，處於阿法爾州，屬於複式火山，海拔高度1,295米，最近一次火山爆發在1907年6月發生。